# Jean Puy
Pour les articles homonymes, voir Puy et Puy (nom de famille).
Jean Puy né le 8 novembre 1876 à Roanne (Loire) et mort le 6 mars 1960 dans la même ville est un peintre français proche du fauvisme.

## Biographie
Jean Puy est né dans une famille d'industriels. De 1895 à 1897, il est l'élève de Tony Tollet, à l'École des beaux-arts de Lyon. Il s’installe à Paris en 1899 où il entre à l’Académie Julian et fréquente les ateliers d'Eugène Carrière et de Gustave Moreau. Il rencontre André Derain, Henri Matisse, Albert Marquet, Henri Manguin et Charles Camoin avec lesquels il entretient une longue amitié, et avec lesquels il expose au Salon d'automne de 1905 où naît le fauvisme.

### Les amitiés et les influences
Au cours de ses premières années parisiennes, Jean Puy travaille en commun dans les divers ateliers de ses amis élèves de Gustave Moreau. Il sait assimiler les influences tout en développant un style personnel. Il présente une peinture contrastée, haute en couleur, aux formes simplifiées dans une technique franche et large où il apparaît souvent proche de ses contemporains : Henri Matisse, André Derain, eux-mêmes influencés par Paul Gauguin et Paul Cézanne. Après une période féconde où il figure parmi les novateurs, il délaisse les œuvres à caractère d’ébauche ou à sujet unique pour se diriger vers des compositions plus complexes, où l'environnement prend une plus large place.

### Le soutien de Vollard
Le succès arrive entre 1900 et 1905, à la suite des expositions au Salon des indépendants, au Salon d'automne et chez Berthe Weill qui défend les jeunes artistes.
Dès 1905, avec son entrée chez Ambroise Vollard, l’un des grands marchands de tableaux parisiens, suit la notoriété. C'est à la demande de ce marchand qu'il rejoint le groupe dit de l'École d'Asnières, peignant des décors de vases, services de tables, jusqu'aux boutons et carreaux de faïence stannifère, à l'atelier d'André Metthey. Les motifs sont surtout figuratifs. Il y peint des nus féminins et expose ses pièces au Salon d'automne de 1907. Il collabore avec le céramiste jusqu'en 1910, produisant plusieurs dizaines de pièces.
Par l’intermédiaire de Vollard, chargé par les grands collectionneurs russes de choisir des œuvres représentatives des artistes contemporains, des tableaux de Jean Puy rejoignent le palais moscovite de Chtchoukine, un grand collectionneur qui depuis 1891 assemble une importante collection de peinture française. C'est encore grâce à Vollard que Jean Puy entre dans la collection des Hahnloser qui comptent parmi les plus actifs diffuseurs de l’art français en Suisse. Peu préoccupé de cette gloire, vers les années 1907-1910, il décide de se détourner de la peinture d’avant-garde. Peu à peu, il change de style pour travailler à de grandes œuvres équilibrées dans les années 1910-1914. Il est mobilisé durant la Première Guerre mondiale durant 2 ans au 300e régiment d'infanterie territoriale après au camouflage à Bar-le-Duc.

### Un peintre indépendant
Après s'être brièvement essayé au pointillisme, il se tourne vers le fauvisme quelque temps mais sans le radicalisme que l'on peut observer chez ses amis. La voie que cet indépendant se fixe est déterminée par un amour intense de la vie, de la réalité et de la nature. C’est à travers une nature transformée par l’idée et la sensation que Jean Puy transmet l’émotion humaine. Après la Première Guerre mondiale, il se dirige vers une peinture intimiste orchestrée dans une gamme chromatique personnelle, « une peinture qui ressemble à une musique de chambre » comme le dira George Besson. Quant à Antoine Terrasse il écrit « le dessin, parfois aigu, est toujours perceptible sous la couleur. Il demeure précis dans ses nus , tableaux très expressifs de la sensualité d'un peintre plus attaché à la sensation directe et spontanée de la nature qu'à toute forme de transposition ».

## Collections publiques
- France
  - Aix-les-Bains, musée Faure : Paysage.
  - Le Havre, musée d'Art moderne André Malraux.
  - Roanne, musée des Beaux-Arts et d'Archéologie Joseph-Déchelette[3]  : 
    - Portrait présumé d’Eugénie Frémissard, modèle de l’artiste, vers 1905 ;
    - Autoportrait, 1908 ;
    - Le Moine, dit aussi le liseur, vers 1903 ;
    - Portrait de jeune fille au turban, 1913 ;
    - La Lecture, 1923 ;
    - Lus-La-Croix-Haute vers 1926 ;
    - Vue du port, 1925 ;
    - L'Almée ou femme assise, 1907 ;
    - Nu dans l'atelier ;1900
    - Nu dans l'atelier, vers 1913
    - Portrait de Jean Puy 1930-1935 ;
    - Femme nue, 1913 ;
    - Le Modèle au jardin, 1938 ;
    - L'Arrivée du bateau à vapeur au port de Palais, Belle-île-en-mer, entre 1921 et 1925 ;
    - Le Port de Saint-Tropez, vers 1925
    - Paysage noble, 1904

  - Saint-Tropez, musée de l'Annonciade.
  - Villefranche-sur-Saône, musée Paul-Dini : Flânerie sous les pins, 1905.

- Russie
  - Moscou, musée des Beaux-Arts Pouchkine :
    - Ruines du pont romain à Saint-Maurice, 1909 ;
    - Scène d'atelier, 1912 ;
    - vase Femmes nues, peinture sur faïence ;
    - boîte à thé Visages féminins, peinture sur faïence ;
    - boîte à thé Femme sautant à la corde, peinture sur faïence.

  - Saint-Pétersbourg, musée de l'Ermitage : 
    - Paysage vers Saint-Alban, 1902 ;
    - Portrait de la femme de l'artiste au recto, Nu dans un intérieur au verso, 1903 ;
    - L'Été, 1906.

- Suisse
  - Genève, Petit Palais : Nu au peignoir.

### Illustrations
- Alfred Jarry, Ubu à la guerre, gravures éditées par Ambroise Vollard, 1919.

## Expositions monographiques
- Paris, galerie Eugène Druet, "Jean Puy et Henry de Waroquier", décembre 1926.
- Genève, Petit Palais, "Jean Puy", 1977.
- Roanne, Musée Joseph Déchelette, "Rétrospective Jean Puy", 5 novembre 1988 - 31 janvier 1989.
- Roanne, Musée Joseph Déchelette, "Hommage à Jean Puy", 1993.
- Lyon, galerie Olivier Houg, "Jean Puy, œuvres de la collection Vollard", 1993.
- Genève, Petit Palais, "Jean Puy, le maître de Roanne", 1994.
- Morlaix, musée des Jacobins, "Un fauve en Bretagne : Jean Puy", 1995.
- Roanne, Musée Joseph Déchelette, "Jean Puy, l’après-midi d’un fauve", novembre - février 2001
- Paris, Musée Marmottan Monet, "Jean Puy, un fauve discret", 6 octobre 2004 - 31 janvier 2005
- Villefranche-sur-Saône, Musée Dini, "Jean Puy, une amitié artistique, 1900-1930", 14 octobre 2007 - 10 février 2008
- Saint-Tropez, Musée de l'Annonciade, Roanne, Musée Joseph Déchelette, "Jean Puy et la Méditerranée", 2009 - 2010.
- Montbéliard, musée du château des ducs de Wurtenberg, "Jean Puy (1876-1969). Plénitude d'un fauve", 2016.
- Roanne, Musée Joseph Déchelette, Pont-Aven, musée de Pont Aven, "Jean Puy - Ambroise Vollard : Un fauve et son marchand", 2021.

## Hommage
L'ancien collège des jésuites de la ville de Roanne où il fut élève, aujourd'hui lycée public, a été baptisé de son nom. 